# Paul van Kempen
Paul van Kempen   (Zoeterwoude, 16 de maig de 1893 - Amsterdam, 8 de desembre de 1955) va ser un violinista i director d'orquestra neerlandès.

## Biografia
Paul van Kempen va néixer a la Herenstraat, que poc després va ser traslladada del municipi de Zoeterwoude a Leiden. Els seus pares eren Josephus Johannes van Kempen, orfebre de professió, i Maria Johanna Petronella van der Linden. Provenia d'una família molt nombrosa i no rica, però encara va poder estudiar violí amb Jan Gerbrand Striening a Leiden. De 1910 a 1913 va estudiar al Conservatori d'Amsterdam. Entre els seus professors hi havia Julius Röntgen, Bernard Zweers i especialment el violinista Louis Zimmerman.
Immediatament després dels seus estudis, la temporada 1913-14, Van Kempen esdevingué segon violinista de l'Orquestra Reial del Concertgebouw. Després d'una temporada es va convertir en primer violinista. No obstant això, aspirava a un càrrec de concertista o director d'orquestra. Quan va quedar clar que no tenia cap possibilitat als Països Baixos, va deixar l'Orquestra del Concertgebouw després de només dues temporades. El 1916 va marxar a Alemanya, on va arribar a Dortmund el 1920 via Posen (actual Poznań) i Bad Nauheim. Aquí va ser concertista de l'orquestra de la ciutat. També va ser professor al conservatori i va tocar música de cambra, inclòs com a membre d'un trio de piano amb el músic holandès Gerard Bunk.

## Director
A partir de 1929, Paul van Kempen també va actuar com a director de la Dortmunder Kammerorchester, que sonava a la ràdio. Aquesta orquestra no actuava amb molta freqüència i el 1932 Van Kempen va acceptar amb molt de gust l'oferta de ser director a Oberhausen. Per això va haver de naturalitzar-se com a alemany, cosa que va ocórrer el 15 de novembre de 1932. Va romandre una temporada a Oberhausen i va sol·licitar en va una feina a l'Orquestra Municipal d'Utrecht i va dirigir durant una temporada la companyia d'òpera itinerant "Die Deutsche Musikbühne", amb la qual va fer una gira per Alemanya i el nord d'Europa.
Aleshores va ser director de la Filharmònica de Dresden de 1934 a 1942. Aquí va aconseguir la seva màxima fama, en part gràcies als enregistraments per al disc de gramòfon. El nivell d'aquesta orquestra va pujar considerablement. Aviat va ser considerada una de les millors orquestres d'Alemanya i va poder competir amb el seu gran competidor a la mateixa ciutat, la famosa "Staatskapelle Dresden". Va dirigir moltes simfonies de Bruckner, però també música de Stravinski i Bartók, que va ser excepcional a Alemanya durant el període nazi. Es va casar amb l'alemanya Marie Gertrud Hegenbart el 15 d'agost de 1941. El matrimoni va quedar sense fills.
El 1940 també va esdevenir director convidat permanent de la Staatsoper Unter den Linden de Berlín i el 1941 i el 1942 va dirigir diverses vegades l'Orquestra del Concertgebouw. Això també va donar lloc a diversos enregistraments. El 1942 va deixar la Filharmònica de Dresden. Després de la Segona Guerra Mundial, ell mateix va donar la raó que no havia volgut ser membre del NSDAP. Va succeir a Herbert von Karajan a la Sinfonieorchester Aachen i al Stadttheater Aachen, però a partir de mitjans de 1944 ja no es va poder interpretar música a Aachen.

## Els Països Baixos
Després de la guerra, Paul van Kempen va actuar a Itàlia i França, entre altres llocs. El 1949 va esdevenir director de l'Orquestra Filharmònica de la Ràdio a Hilversum, com a successor d'Albert van Raalte. Aquesta orquestra treballava principalment a l'estudi. Sota el seu lideratge aviat es va assolir un alt nivell. Només a l'Holland Festival l'orquestra va aparèixer en públic i els oients la van poder escoltar en directe. A partir de 1949, Van Kempen també va actuar regularment amb l'Orquestra Filharmònica de Rotterdam.
La direcció convidada prevista de l'Orquestra del Concertgebouw a principis de 1951 va provocar una gran commoció a causa del (presumpte) passat de guerra del director. Va ser literalment expulsat de l'escenari en el segon concert i va haver de cancel·lar més actuacions a la capital. Va haver de renunciar a les seves ambicions per convertir-se possiblement en director d'orquestra al costat d'Eduard van Beinum. Després va romandre més en un segon pla, però encara va fer enregistraments amb l'Orquestra del Concertgebouw. Segons alguns crítics, Van Kempen i la seva Orquestra Filharmònica de Ràdio van superar la qualitat de l'Orquestra del Concertgebouw. A partir de 1953 va combinar la seva posició a l'Orquestra Filharmònica de la Ràdio amb la de "Generalmusikdirektor" de Bremen. El 1955 va morir d'una malaltia hepàtica en un hospital d'Amsterdam.

## Repertori
Van Kempen va ser un gran admirador de Willem Mengelberg, tot i que no va seguir el seu exemple servilment. El seu repertori era ampli, des de Bach fins a música de contemporanis. També li agradava dirigir òperes, especialment les de Verdi. Va continuar sent més conegut pels enregistraments de simfonies de Beethoven (especialment l'Eroica) i Txaikovski (Pathétique) i pels cinc concerts per a piano de Beethoven amb el solista Wilhelm Kempff. Com a director d'orquestra va prestar atenció al panorama general i va mantenir la tensió, però també va clavar els detalls. La seva recerca de la perfecció era evident en el fet que sabia de memòria les seves partitures abans del primer assaig. Exigia molt als seus músics i, per tant, no era molt popular entre l'Orquestra Filharmònica de la Ràdio, tot i que era molt amable com a persona.
En part perquè rarament o mai actuava al Regne Unit, ha estat més oblidat que els seus contemporanis. Als Països Baixos, el passat de la guerra va continuar perseguint-lo, tot i que més investigacions han demostrat que és injust atacar a Van Kempen sol per això. L'oferta de CD amb els seus enregistraments és limitada i també per això ha caigut en l'oblit. Tenint en compte les crítiques habitualment entusiastes dels seus concerts i enregistraments, això és injustificat.